# مينيروس دو غويانا
نادي مينيروس دو غويانا هو نادي كرة قدم فنزويلي مقره في بويرتو أورداز. سبق له أن فاز مرتين بكأس فنزويلا، لكنه لم يفز أبدا بدوري الدرجة الأولى . يلعب الفريق مباراياته على ملعب بوليدبورتيفو كاتشاماي والذي تبلغ سعته 41600 مقعد  .تم تأسيس النادي يوم 11 نوفمبر من عام 1981 .

## وصلات خارجية
- الموقع الرسمي